# Stéphane Baron
Ne doit pas être confondu avec Stéphan Barron.
Pour les articles homonymes, voir Baron.
Stéphane Baron, né Étienne Marie Baron le 2 octobre 1827 à Lyon et mort le 16 mai 1882 à Paris, est un peintre, aquarelliste et graveur à l'eau-forte français.

## Biographie
Stéphane Baron naît le 2 octobre 1827 à Lyon,. Fils du graveur Balthazar Jean Baron, il étudie d'abord avec son père puis avec Léon Cogniet à Paris.
En 1859, il collabore à la décoration de la salle du personnel de l'hôpital de la Charité de Paris[réf. nécessaire], partiellement reconstruite au musée de l'Assistance publique - Hôpitaux de Paris.

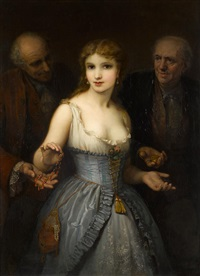
Courtisane (n. d., coll. priv.).

Il est l'auteur d'œuvres portant sur sujets religieux, sujets mythologiques, des portraits, des scènes de genre, des paysages et des fleurs.
Stéphane Baron meurt le 16 mai 1882 en son domicile au no 68, rue d'Assas dans le 6e arrondissement,. Il est inhumé au cimetière du Montparnasse (26e division) et ses restes y reposent jusqu'à la fin de la concession en janvier 1977 où ils ont été transférés dans l'ossuaire du Cimetière du Père-Lachaise.